# Enicospilus kiritshenkoi
Enicospilus kiritshenkoi là một loài tò vò trong họ Ichneumonidae.